# 桃林站
桃林站是一个京广线上的铁路车站，位于中华人民共和国湖南省岳阳市汨罗市桃林寺镇，建于1918年，目前为四等站，现已不办理客运业务；货运办理整车货物发到，不办理整车爆炸品及一级氧化剂发到。